# Bryan Mbeumo
Bryan Tetsadong Marceau Mbeumo (Avallon, Yonne, 1999. augusztus 7. –) kameruni válogatott labdarúgó, a Manchester United játékosa.
Mbeumo Franciaországban született, az ES Troyes AC akadémiáján nevelkedett, mielőtt 2018-ban a klub felnőtt csapatába került volna, 2019-ben igazolta le a másodosztályú Brentford, ahol 2021-ben feljutott a Premier League-be. Az évek során kiemelkedő játékos lett, a 2024–2025-ös szezont húsz bajnoki góllal, a negyedik legtöbbel zárta, Yoane Wissával együtt 39 gólt lőtt.
Ugyan utánpótlás szinten szülőhazáját képviselte, 2022-ben behívták a kameruni válogatottba, az év végi világbajnokságon háromszor is pályára lépett.

## Pályafutása

### Klubcsapatokban

#### Troyes
Mbeumo 14 évesen csatlakozott a Troyes csapatához, a 2016–2017-es szezonban kezdett el a második csapatban játszani, 2018-ban megnyerte az U19-es csapattal a Coupe Gambardellát, kétszer is betalált a Stade de France-ban szervezett döntőben.
2018. február 17-én mutatkozott be a francia élvonalban a Metz ellen, a 2017–2018-as szezonban még háromszor játszott, amely végén kiesett a Troyes. A következő évadban fontos kezdőjátékos lett, 40 mérkőzésen tizenegyszer talált be, a Troyes a rájátszás elődöntőjéig jutott a szezonban. 2019 augusztusában hagyta el a csapatot, 46 mérkőzésen 12 szerzett góllal.

#### Brentford
A Brentford 2019. augusztus 5-én szerződtette le Mbeumót klubrekordnak számító 5,8 millió fontért, öt éves szerződést írt alá. A 2019–2020-as szezonban 47 mérkőzésen 16 gólt szerzett, a Brentford eljutott a rájátszás döntőjéig, de itt kikaptak a Fulhamtől. Jelölték az EFL Év játékosa, illetve az Év fiatal játékosa díjra.
A 2020–2021-es Covid19-pandémia által befolyásolt szezonban visszaestek gólszerzői teljesítményei, de tíz gólpasszának következtében ismét jelölték az év játékosának. A szezont végül nyolc góllal zárta 49 mérkőzésen, és a Brentford ezúttal megnyerte a rájátszást, feljutott a Premier League-be.
Első szezonját a Premier League-ben Ivan Toney mellett játszva kezdte meg, első tizenegy meccsén két gólja volt. 2022. január 8-án megszerezte pályafutása első mesterhármasát a Port Vale ellen az FA-Kupában, amely egyben az első volt a Brentford történetében, amelyet egy cserejátékos rúgott. Három héttel később új, négyéves szerződést írt alá. A 2021–2022-es szezont nyolc találattal zárta 38 mérkőzésen, illetve Raphinhával együtt rekordnak számító hétszer találta el a kapufát (ezt pár évvel később Darwin Núñez megdöntötte).
A 2022–2023-as szezon felkészülési időszakában többször játszott szárnyhátvédként a Brentford 3–4–3-as felállásában. Összességében 39 alkalommal lépett pályára, kilencszer talált be az idényben, amely több, mint kétszer annyi volt, mint előző szezonjában. A következő évadot a támadóhármas jobb oldalán kezdte Yoane Wissa és Kevin Schade mellett, augusztustól októberig első hét bajnokiján ötször is gólt szerzett, augusztusban és októberben is jelölték a hónap játékosa díjra. A sportfogadás miatt felfüggesztett Ivan Toney távollétében a csapat első számú tizenegyesrúgója lett. Még két gólt lőtt, mielőtt ki kellett hagynia három hónapot egy bokasérülés következtében. A szezont 27 pályára lépéssel és kilenc góllal zárta.
Azt követően, hogy Toney elhagyta a csapatot és az újonnan igazolt Igor Thiago megsérült, Mbeumo és Wissa lettek a csapat legfontosabb támadói, a 2024–2025-ös szezonban robbant be igazán a köztudatba. Augusztusban, októberben, majd januárban ismét jelölték a Premier League hónap játékosa díjára. Októberben a PFA is jelölte a hónap legjobbjának. Az idényt a Brentford a tizedik helyen zárta, második legjobb eredményük feljutásuk óta, míg Mbeumo húsz gólt szerzett a bajnokságban, negyedik volt a gólkirályi versenyben.

#### Manchester United
2025. július 21-én jelentette be az angol rekordbajnok Manchester United hogy 65 millió angol font értékben leigazolta a kameruni támadót. Augusztus 17-én mutatkozott be a csapatban, az Arsenal elleni bajnokin.

## Magánélete
Francia anya és kameruni apa gyermekeként Franciaországban született. Hobbijai közé tartozik a sakk és a zongorázás.

## Statisztika

### Klubcsapatokban
Frissítve: 2025. augusztus 17.
| Csapat            | Szezon           | Bajnokság              | Bajnokság | Bajnokság | Kupa | Kupa  | Ligakupa | Ligakupa | Egyéb | Egyéb | Összesen | Összesen |
| Csapat            | Szezon           | Osztály                | P.        | Gólok     | P.   | Gólok | P.       | Gólok    | P.    | Gólok | P.       | Gólok    |
| ----------------- | ---------------- | ---------------------- | --------- | --------- | ---- | ----- | -------- | -------- | ----- | ----- | -------- | -------- |
| Troyes II         | 2016–2017        | CFA 2                  | 12        | 5         | ―    | ―     | ―        | ―        | ―     | ―     | 12       | 5        |
| Troyes II         | 2017–2018        | Championnat National 3 | 21        | 9         | ―    | ―     | ―        | ―        | ―     | ―     | 21       | 9        |
| Troyes II         | Összesen         | Összesen               | 33        | 14        | ―    | ―     | ―        | ―        | ―     | ―     | 33       | 14       |
| Troyes            | 2017–2018        | Ligue 1                | 4         | 0         | 0    | 0     | 0        | 0        | ―     | ―     | 4        | 0        |
| Troyes            | 2018–2019        | Ligue 2                | 35        | 10        | 1    | 0     | 3        | 1        | 1     | 0     | 40       | 11       |
| Troyes            | 2019–2020        | Ligue 2                | 2         | 1         | ―    | ―     | ―        | ―        | ―     | ―     | 2        | 1        |
| Troyes            | Összesen         | Összesen               | 41        | 11        | 1    | 0     | 3        | 1        | 1     | 0     | 46       | 12       |
| Brentford         | 2019–2020        | Championship           | 42        | 15        | 1    | 0     | 1        | 0        | 3     | 1     | 47       | 16       |
| Brentford         | 2020–2021        | Championship           | 44        | 8         | 0    | 0     | 2        | 0        | 3     | 0     | 49       | 8        |
| Brentford         | 2021–2022        | Premier League         | 35        | 4         | 1    | 3     | 2        | 1        | ―     | ―     | 38       | 8        |
| Brentford         | 2022–2023        | Premier League         | 38        | 9         | 0    | 0     | 1        | 0        | ―     | ―     | 39       | 9        |
| Brentford         | 2023–2024        | Premier League         | 25        | 9         | 0    | 0     | 2        | 0        | ―     | ―     | 27       | 9        |
| Brentford         | 2024–2025        | Premier League         | 38        | 20        | 1    | 0     | 3        | 0        | ―     | ―     | 42       | 20       |
| Brentford         | Összesen         | Összesen               | 222       | 65        | 3    | 3     | 11       | 1        | 6     | 1     | 242      | 70       |
| Manchester United | 2025–2026        | Premier League         | 1         | 0         | 0    | 0     | 0        | 0        | ―     | ―     | 1        | 0        |
| Manchester United | Összesen         | Összesen               | 1         | 0         | 0    | 0     | 0        | 0        | 0     | 0     | 1        | 0        |
| Karrier összesen  | Karrier összesen | Karrier összesen       | 297       | 90        | 4    | 3     | 14       | 2        | 7     | 1     | 322      | 96       |

1. ↑  Pályára lépések a Ligue 2 rájátszásában
2. 1 2  Pályára lépések a Championship rájátszásában

### A válogatottban
Frissítve: 2025. március 25.
| Válogatott | Év       | Pályára lépések | Gólok |
| ---------- | -------- | --------------- | ----- |
| Kamerun    | 2022     | 6               | 0     |
| Kamerun    | 2023     | 8               | 3     |
| Kamerun    | 2024     | 6               | 2     |
| Kamerun    | 2025     | 2               | 1     |
| Összesen   | Összesen | 22              | 6     |

## Sikerek és díjak
Brentford
- EFL Championship-rájátszás: 2021[37]

Egyéni
- Premier League – A szezon csapata: 2024–2025[38]